# 贝尼亚尔沃
贝尼亚尔沃，是西班牙卡斯蒂利亚-莱昂萨莫拉省的一个市镇。 总面积42平方公里，总人口519人（2001年），人口密度12人/平方公里。